# Edizioni di Ciao Darwin
In questa voce sono elencate e descritte le edizioni del programma Ciao Darwin, andate in onda in prima serata su Canale 5 dal 3 ottobre 1998 al 23 febbraio 2024 con la conduzione di Paolo Bonolis e Luca Laurenti.
Di seguito sono riportate le edizioni con le sfide di ogni puntata. La categoria contrassegnata con il grassetto è la vincitrice della puntata e tra parentesi sono riportati i capitani delle squadre.

## Prima edizione:Ciao Darwin(1998-1999)
La prima edizione è andata in onda dal 3 ottobre 1998 al 23 gennaio 1999, per quindici puntate di sabato e prevedeva le seguenti sfide:
| Puntata | Messa in onda    | Categorie                                                                       | Presidente di giuria | Ascolti        | Ascolti |
| Puntata | Messa in onda    | Categorie                                                                       | Presidente di giuria | Telespettatori | Share   |
| ------- | ---------------- | ------------------------------------------------------------------------------- | -------------------- | -------------- | ------- |
| 1       | 3 ottobre 1998   | Uomini: Bassi (Lello Arena) contro Alti (Christian De Sica)                     | Anna Falchi          | 4 377 000      | 19,71%  |
| 2       | 9 ottobre 1998   | Donne: Bionde (Nancy Brilli) contro Brune (Sabrina Ferilli)                     | Renzo Arbore         | 5 226 000      | 20,71%  |
| 3       | 17 ottobre 1998  | Uomini: Grassi (Bud Spencer) contro Magri (Vittorio Sgarbi)                     | Ornella Muti         | 4 187 000      | 18,10%  |
| 4       | 24 ottobre 1998  | Donne: Mogli (Lorella Cuccarini) contro Amanti (Alba Parietti)                  | Renato Pozzetto      | 4 490 000      | 17,80%  |
| 5       | 31 ottobre 1998  | Uomini: Settentrionali (Luca Barbareschi) contro Meridionali (Leo Gullotta)     | Stefania Sandrelli   | 4 170 000      | 15,10%  |
| 6       | 7 novembre 1998  | Donne: Snelle (Natasha Stefanenko) contro Maggiorate (Carmen Russo)             | Emilio Fede          | 4 800 000      | 18,60%  |
| 7       | 14 novembre 1998 | Uomini: Calvi (Gerry Scotti) contro Capelloni (I Cugini di Campagna)            | Pamela Prati         | 4 589 000      | 19,70%  |
| 8       | 21 novembre 1998 | Donne: Casalinghe (Anna Brosio) contro Donne in carriera (Marina Ripa di Meana) | Renato Zero          | 5 111 000      | 21,17%  |
| 9       | 28 novembre 1998 | Uomini: Cittadini (Enrico Papi) contro Campagnoli (Martufello)                  | Alessia Marcuzzi     | 4 785 000      | 19,22%  |
| 10      | 5 dicembre 1998  | Donne: Alte (Brigitte Nielsen) contro Basse (Rita Pavone)                       | Gianfranco Funari    | 4 657 000      | 16,18%  |
| 11      | 12 dicembre 1998 | Uomini: Belli (Antonio Rossi) contro Brutti (Maurizio Mosca)                    | Amanda Lear          | 5 002 000      | 17,80%  |
| 12      | 19 dicembre 1998 | Donne: Naturali (Marisa Laurito) contro Rifatte (Randi Ingerman)                | Clayton Norcross     | 5 707 000      | 22,10%  |
| 13      | 9 gennaio 1999   | Uomini: Macho (Ricky Memphis) contro Intellettuali (Alessandro Cecchi Paone)    | Valeria Marini       | 6 150 000      | 25,72%  |
| 14      | 16 gennaio 1999  | Donne: Italiane (Simona Ventura) contro Straniere (Afef)                        | Michele Placido      | 6 097 000      | 26,69%  |
| 15      | 23 gennaio 1999  | Misti: Gente comune contro VIP                                                  | –                    | 7 123 000      | 31,08%  |

L'ultimo passaggio di questa prima edizione su Canale 5 risale invece all'estate del 2003, quando al termine della quarta edizione l'ammiraglia Mediaset trasmise le migliori puntate delle tre precedenti edizioni, all'interno di una collana intitolata Ciao Darwin Story.

## Seconda edizione:Ciao Darwin 2(1999-2000)
La seconda edizione è andata in onda dal 25 settembre 1999 all'8 gennaio 2000, per quattordici puntate di sabato col titolo di Ciao Darwin 2 e prevedeva le seguenti sfide:
| Puntata   | Messa in onda     | Categorie                                                                | Presidente di giuria        | Ascolti        | Ascolti |
| Puntata   | Messa in onda     | Categorie                                                                | Presidente di giuria        | Telespettatori | Share   |
| --------- | ----------------- | ------------------------------------------------------------------------ | --------------------------- | -------------- | ------- |
| 1         | 25 settembre 1999 | Donne: Nobili (Donatella Pecci Blunt) contro Popolane (Anna Falchi)      | Enrico Montesano            | 6 533 000      | 33,17%  |
| 2         | 2 ottobre 1999    | Uomini: Playboy (Emilio Fede) contro Cornuti (Franco Oppini)             | Alba Parietti               | 5 131 000      | 24,82%  |
| 3         | 9 ottobre 1999    | Donne: Caste (Iva Zanicchi) contro Libertine (Selen)                     | Martufello                  | 6 492 000      | 27,41%  |
| 4         | 16 ottobre 1999   | Uomini: Politici (Ignazio La Russa) contro Popolo (Maurizio Mattioli)    | Alessia Marcuzzi            | 5 428 000      | 24,46%  |
| 5         | 23 ottobre 1999   | Donne: Atee (Athina Cenci) contro Credenti (Rita dalla Chiesa)           | Raoul Bova                  | 5 035 000      | 21,74%  |
| 6         | 30 ottobre 1999   | Uomini: Bianchi (Massimo Dapporto) contro Neri (Idris)                   | Randi Ingerman              | 5 115 000      | 18,50%  |
| 7         | 6 novembre 1999   | Donne: Tifose (Nancy Brilli) contro Abbandonate (Sandra Mondaini)        | Massimo Lopez               | 5 300 000      | 22,30%  |
| 8         | 20 novembre 1999  | Uomini: Omosessuali (Aldo Busi) contro Eterosessuali (Andrea Roncato)    | Amanda Lear                 | 6 079 000      | 25,77%  |
| 9         | 27 novembre 1999  | Donne: Gonne (Paola Perego) contro Pantaloni (Carolina Morace)           | Massimo Boldi               | 6 318 000      | 24,60%  |
| 10        | 4 dicembre 1999   | Uomini: Dirigenti (Giorgio Chinaglia) contro Operai (Adriano Pappalardo) | Ramona Badescu              | 5 215 000      | 22,50%  |
| 11        | 11 dicembre 1999  | Donne: Bianche (Barbara De Rossi) contro Nere (Valerie Campbell)         | Claudio Amendola            | 5 806 000      | 20,32%  |
| 12        | 18 dicembre 1999  | Uomini: Ricchi (Gianfranco Funari) contro Poveri (Pasquale Africano)     | Valeria Marini              | 5 641 000      | 22,10%  |
| 13        | 1º gennaio 2000   | Misti: Donne (Paola Barale) contro Uomini (Marco Columbro)               | Simona Izzo, Ricky Tognazzi | 6 852 000      | 35,01%  |
| 14        | 8 gennaio 2000    | Misti: Gente comune (Lady Magoo) contro VIP (Carmen Russo)               | –                           | 7 223 000      | 30,63%  |
| Il meglio | 15 gennaio 2000   | –                                                                        | –                           | –              | –       |

Questa edizione ha avuto un ascolto medio pari a 5 915 000 telespettatori e ha registrato la percentuale del 26,70% di share.

## Terza edizione:Ciao Darwin 3(2000)
La terza edizione è andata in onda dal 30 settembre al 23 dicembre 2000, per tredici puntate di sabato col titolo di Ciao Darwin 3 e prevedeva le seguenti sfide:
| Puntata   | Messa in onda     | Categorie                                                                             | Ascolti        | Ascolti | Ospiti musicali                     |
| Puntata   | Messa in onda     | Categorie                                                                             | Telespettatori | Share   | Ospiti musicali                     |
| --------- | ----------------- | ------------------------------------------------------------------------------------- | -------------- | ------- | ----------------------------------- |
| 1         | 30 settembre 2000 | Donne: Suocere (Erminia Ferrari) contro Nuore (Nancy Brilli)                          | 5 622 000      | 24,94%  | The Trammps, Andrea True Connection |
| 2         | 8 ottobre 2000    | Uomini: Bagnini contro Maestri di sci (Giovanni Dibona)                               | 5 472 000      | 21,98%  | Chic                                |
| 3         | 14 ottobre 2000   | Donne: Vigilesse (Melina Gialli) contro Donne al volante (Paola Perego)               | 5 793 000      | 27,25%  | Boney M.                            |
| 4         | 21 ottobre 2000   | Uomini: Infoltiti (Massimo Boldi) contro Riportati (Enzo Mirigliani)                  | 5 094 000      | 24,76%  | Village People                      |
| 5         | 28 ottobre 2000   | Misti: Naturisti (Nathalie Caldonazzo) contro Costumati (Lello Arena)                 | 6 071 000      | 26,80%  | Santa Esmeralda, Anita Ward         |
| 6         | 4 novembre 2000   | Donne: Belle (Samantha de Grenet) contro Brutte (Anna Mazzamauro)                     | 7 025 000      | 30,01%  | Gloria Gaynor                       |
| 7         | 11 novembre 2000  | Uomini: Arbitri (Rosario Lo Bello) contro Tifosi (Pino Insegno)                       | 5 695 000      | 25,84%  | Sister Sledge                       |
| 8         | 18 novembre 2000  | Donne: Attrici hard (Jessica Rizzo) contro Attrici arte drammatica (Barbara De Rossi) | 7 291 000      | 31,39%  | Viola Wills                         |
| 9         | 25 novembre 2000  | Misti: Maghi (Divino Otelma) contro Scettici (Mino Damato)                            | 5 972 000      | 29,25%  | Patrick Hernandez, Jimmy "Bo" Horne |
| 10        | 2 dicembre 2000   | Donne: Ventenni (Flavia Vento) contro Quarantenni (Giuliana De Sio)                   | 6 796 000      | 27,33%  | Lionel Richie                       |
| 11        | 9 dicembre 2000   | Misti: Trasgressivi (Platinette) contro Moralisti (Gigi Marzullo)                     | 7 366 000      | 31,61%  | Delegation                          |
| 12        | 16 dicembre 2000  | Misti: Paparazzi (Rino Barillari) contro VIP (Natalia Estrada)                        | 7 470 000      | 33,13%  | Thelma Houston                      |
| 13        | 23 dicembre 2000  | Bambini: Maschietti (Dennis Petralito) contro Femminucce (Corinne Colli)              | 7 278 000      | 30,79%  | The Sugarhill Gang                  |
| Il meglio | 30 dicembre 2000  | –                                                                                     | –              | –       | –                                   |
| Il meglio | 6 gennaio 2001    | –                                                                                     | –              | –       | –                                   |

Una delle novità di questa edizione è stata la presentazione di un momento vintage musicale durante il quale in studio veniva ospitato un artista celebre negli anni settanta con la sua hit indimenticabile.

## Quarta edizione:Ciao Darwin 4(2003)
La quarta edizione è andata in onda dal 28 marzo al 30 maggio 2003, per dieci puntate di venerdì col titolo di Ciao Darwin 4 e prevedeva le seguenti sfide:
| Puntata   | Messa in onda  | Categorie                                                                                     | Ascolti        | Ascolti |
| Puntata   | Messa in onda  | Categorie                                                                                     | Telespettatori | Share   |
| --------- | -------------- | --------------------------------------------------------------------------------------------- | -------------- | ------- |
| 1         | 28 marzo 2003  | Donne: Veline (Elisabetta Canalis e Maddalena Corvaglia) contro Intellettuali (Irene Pivetti) | 7 192 000      | 29,72%  |
| 2         | 4 aprile 2003  | Misti: Commercianti (Elio Fiorucci) contro Vù cumprà (Fichi d'India)                          | 7 869 000      | 30,62%  |
| 3         | 11 aprile 2003 | Donne: Magre (Nina Morić) contro Ciccione (Nadia Rinaldi)                                     | 8 314 000      | 33,41%  |
| 4         | 18 aprile 2003 | Misti: Sosia (Paola Barale) contro Omonimi (Amadeus)                                          | 7 659 000      | 32,20%  |
| 5         | 25 aprile 2003 | Misti: Acuti (Fabrizio Fontana) contro Ottusi (Max Pisu)                                      | 6 921 000      | 31,18%  |
| 6         | 2 maggio 2003  | Misti: Roma (Enrico Brignano) contro Milano (Massimo Boldi)                                   | 7 129 000      | 31,20%  |
| 7         | 9 maggio 2003  | Donne: Vergini (Orietta Berti) contro Esperte (Alba Parietti)                                 | 8 078 000      | 32,88%  |
| 8         | 16 maggio 2003 | Misti: Professori (Fabrizio Trecca) contro Studenti (Pietro Taricone)                         | 7 609 000      | 31,53%  |
| 9         | 23 maggio 2003 | Misti: Alieni (Marco Columbro) contro Terrestri (Mike Bongiorno)                              | 7 054 000      | 31,13%  |
| 10        | 30 maggio 2003 | Misti: Diavolo (Eva Robin's) contro Acqua Santa (Valeria Mazza)                               | 7 688 000      | 34,09%  |
| Il meglio | 6 giugno 2003  | –                                                                                             | 4 423 000      | 24,40%  |

- Nota: La puntata Il meglio venne anche replicata venerdì 29 agosto 2003.

Una novità di questa edizione era la messa in onda di spunti riflessivi riguardanti le due categorie sfidanti mediante brevi spezzoni cinematografici e/o televisivi, i quali erano mostrati in ogni puntata prima della pubblicità, ed erano contenuti ne Il Senso della Vita, ovvero il segmento da cui poi sarebbe nato il futuro omonimo programma (ideato e condotto da Paolo Bonolis). Gli allora autori furono Michele Afferrante e Filippo Mauceri.

## Quinta edizione:Ciao Darwin - L'anello mancante(2007)
La quinta edizione è andata in onda dal 18 settembre al 15 dicembre 2007, per tredici puntate di martedì (tranne le ultime due puntate, di sabato) col titolo di Ciao Darwin - L'anello mancante e prevedeva le seguenti sfide:
| Puntata | Messa in onda     | Categorie                                                                        | Ascolti        | Ascolti | Ospiti musicali                 |
| Puntata | Messa in onda     | Categorie                                                                        | Telespettatori | Share   | Ospiti musicali                 |
| ------- | ----------------- | -------------------------------------------------------------------------------- | -------------- | ------- | ------------------------------- |
| 1       | 18 settembre 2007 | Uomini: Buoni (Marco Marzocca) contro Cattivi (Alessandro Rostagno)              | 4 867 000      | 23,28%  | Samantha Fox                    |
| 2       | 25 settembre 2007 | Donne: Vergini (Isolde Kostner) contro Rifatte (Ela Weber)                       | 5 233 000      | 24,46%  | Level 42                        |
| 3       | 2 ottobre 2007    | Misti: Genuini (Anna Longhi) contro Accessoriati (Daniele Interrante)            | 4 234 000      | 19,60%  | The Knack                       |
| 4       | 9 ottobre 2007    | Misti: Belli (Magda Gomes) contro Brutti (Franco Oppini)                         | 5 307 000      | 23,90%  | Afric Simone, Richard Sanderson |
| 5       | 16 ottobre 2007   | Donne: Madri di famiglia (Barbara De Rossi) contro Trasgressive (Éva Henger)     | 5 455 000      | 24,84%  | Imagination                     |
| 6       | 23 ottobre 2007   | Misti: Intellettuali (Platinette) contro Ottusi (Imma Di Ninni)                  | 4 877 000      | 21,75%  | Kim Carnes                      |
| 7       | 30 ottobre 2007   | Misti: Occidente (Andrew Howe) contro Oriente (Silvia Hsieh)                     | 4 944 000      | 22,38%  | Michael Bublé                   |
| 8       | 6 novembre 2007   | Donne: Impegnate (Simona Izzo) contro Pupe (Loredana Lecciso)                    | 5 035 000      | 22,36%  | Matt Bianco                     |
| 9       | 13 novembre 2007  | Donne: Bianche (Laura Freddi) contro Nere (Ainett Stephens)                      | 5 349 000      | 23,92%  | Craig David                     |
| 10      | 20 novembre 2007  | Misti: Etero (Franco Califano) contro Gay (Costantino della Gherardesca)         | 5 666 000      | 24,94%  | –                               |
| 11      | 27 novembre 2007  | Misti: Mariti (Enzo Paolo Turchi) contro Mogli (Carmen Russo)                    | 5 341 000      | 23,10%  | Tony Hadley                     |
| 12      | 8 dicembre 2007   | Misti: Micro (Yuri Chechi) contro Macro (Elenoire Casalegno)                     | 4 845 000      | 27,22%  | –                               |
| 13      | 15 dicembre 2007  | Donne: Donne del Nord (Paola Perego) contro Donne del Sud (Elisabetta Gregoraci) | 4 532 000      | 27,26%  | Frankie & Canthina Band         |
| Extra   | 29 dicembre 2007  | –                                                                                | 4 130 000      | 23,04%  | –                               |
| Extra   | 5 gennaio 2008    | –                                                                                | 3 823 000      | 20,48%  | –                               |

Nelle prime sette puntate vennero inscenati degli improbabili "documentari", con tema propedeutico alla prova coreografica, in cui Bonolis leggeva racconti riguardanti personaggi, luoghi ed animali realmente esistenti ma con nomi decisamente equivoci, che Laurenti mimava in modo ridicolo ed interpretandoli in modo errato, incappando in facili doppi sensi a scopo comico; i documentari iniziavano sempre con la frase È primavera, con Laurenti che sbatteva le braccia ed imitava un cinguettio, e si concludevano sempre con l'imitazione della bavosa.
In due puntate furono invitati, come ospiti speciali, due noti fisici: Luciano Maiani nella seconda ed Edoardo Boncinelli nella terza.
A due edizioni di distanza tornò il momento vintage musicale, con l'ospitata di un artista celebre che si esibiva in una sua famosa hit; questa volta il tema erano gli anni ottanta. Delle piccole eccezioni si ebbero solo in tre puntate: nella settima e nella nona puntata ci furono rispettivamente Michael Bublé e Craig David, mentre nella dodicesima puntata si esibirono in playback i The Laurentis (band composta da Luca Laurenti e dai suoi cloni), cioè una band parodia degli Earth, Wind & Fire con il celebre brano September.

## Sesta edizione:Ciao Darwin 6 - La regressione(2010)
La sesta edizione è andata in onda dal 19 marzo al 21 maggio 2010, per dieci puntate di venerdì col titolo di Ciao Darwin 6 - La regressione e prevedeva le seguenti sfide, tutte miste (unica volta nel programma):
| Puntata        | Messa in onda  | Categorie                                                                | Ascolti        | Ascolti | Ospiti                  |
| Puntata        | Messa in onda  | Categorie                                                                | Telespettatori | Share   | Ospiti                  |
| -------------- | -------------- | ------------------------------------------------------------------------ | -------------- | ------- | ----------------------- |
| 1              | 19 marzo 2010  | Reality (Paola Perego) contro Lavoratori (Claudio Brachino)              | 6 346 000      | 28,01%  | Tommy Vee & CeCe Rogers |
| 2              | 26 marzo 2010  | Lochness (Massimo Boldi) contro Fitness (Clemente Russo)                 | 6 042 000      | 26,10%  | Claudio Coccoluto       |
| 3              | 2 aprile 2010  | Padania (Fabio Testi) contro Mezzogiorno (Tosca D'Aquino)                | 6 786 000      | 31,65%  | Boosta                  |
| 4              | 9 aprile 2010  | Amor Sacro (Giada De Blanck) contro Amor Profano (Franco Trentalance)    | 6 722 000      | 29,21%  | Ben DJ & Karma B        |
| 5              | 16 aprile 2010 | Aldilà (Paolo Brosio) contro Al di qua (Alessandro Cecchi Paone)         | 5 964 000      | 25,75%  | –                       |
| 6              | 23 aprile 2010 | Miseria (Floriana Secondi) contro Nobiltà (Costantino della Gherardesca) | 7 331 000      | 31,76%  | –                       |
| 7              | 30 aprile 2010 | Umani (Aldo Montano) contro Transformers (Cristina Del Basso)            | 7 027 000      | 31,89%  | –                       |
| 8              | 7 maggio 2010  | Ieri (Lory Del Santo) contro Domani (Melita Toniolo)                     | 6 566 000      | 29,05%  | –                       |
| 9              | 14 maggio 2010 | Vizi (Max Parodi) contro Virtù (Marco Senise)                            | 6 901 000      | 30,78%  | –                       |
| 10             | 21 maggio 2010 | Nani e ballerine (Matilde Brandi) contro Critici (Alessio Vinci)         | 6 662 000      | 31,09%  | Ben DJ & Karma B        |
| Il lato oscuro | 29 maggio 2010 | –                                                                        | 3 492 000      | 17,97%  | –                       |

Gli Highlights di ogni puntata erano stati accompagnati dal brano Smile di Ben DJ: nel video musicale della canzone sono presenti diverse modelle famose, quali Nina Seničar, Lisandra Silva Rodriguez (una delle vallette dell'edizione) e altre. Ben DJ stesso (insieme alla cantante Karma B) fu anche uno di quattro ospiti musicali nel momento dance party.

## Settima edizione:Ciao Darwin 7 - La resurrezione(2016)
La settima edizione è andata in onda dal 18 marzo al 6 maggio 2016, per otto puntate di venerdì col titolo di Ciao Darwin 7 - La resurrezione e prevedeva le seguenti sfide:
| Puntata | Messa in onda  | Categorie                                                                          | Ascolti        | Ascolti |
| Puntata | Messa in onda  | Categorie                                                                          | Telespettatori | Share   |
| ------- | -------------- | ---------------------------------------------------------------------------------- | -------------- | ------- |
| 1       | 18 marzo 2016  | Misti: Normali (Orietta Berti) contro Diversi (Rebecca De Pasquale)                | 5 403 000      | 25,31%  |
| 2       | 25 marzo 2016  | Misti: Integratori (Maddalena Corvaglia) contro Bucatini (Francesca Cipriani)      | 5 456 000      | 26,94%  |
| 3       | 1º aprile 2016 | Misti: Belli (Amaurys Pérez) contro Brutti (Franco Pistoni)                        | 5 131 000      | 24,44%  |
| 4       | 8 aprile 2016  | Misti: Carne (Tina Cipollari) contro Spirito (Safiria Leccese)                     | 5 491 000      | 27,31%  |
| 5       | 15 aprile 2016 | Misti: Io so' io (Daniela Del Secco d'Aragona) contro Noi non semo (Manuela Villa) | 5 360 000      | 27,04%  |
| 6       | 22 aprile 2016 | Misti: Italiani (Claudia Ruggeri) contro Stranieri (Justine Mattera)               | 5 540 000      | 26,63%  |
| 7       | 29 aprile 2016 | Donne: Giovani (Giovanna Rigato) contro Mature (Gloria Guida)                      | 5 544 000      | 28,90%  |
| 8       | 6 maggio 2016  | Misti: Reale (Piergiorgio Odifreddi) contro Virtuale (Francesco Facchinetti)       | 5 229 000      | 28,35%  |

Gli Highlights di ogni puntata erano stati accompagnati dal brano Fireball di Pitbull.
In questa edizione sono state introdotte tre diverse novità: la prima è il cameo dei personaggi della webserie Pupazzo Criminale (creata e diretta dal duo comico Lillo & Greg), poi un nuovo sito web che permette di interagire con la trasmissione, e infine i Ciao Darwin Awards.

## Ottava edizione:Ciao Darwin 8 - Terre desolate(2019)
L'ottava edizione è andata in onda dal 15 marzo al 31 maggio 2019, per dieci puntate di venerdì (seguita da una puntata speciale) col titolo di Ciao Darwin 8 - Terre desolate e prevedeva le seguenti sfide:
| Puntata  | Messa in onda  | Categorie                                                                | Ascolti        | Ascolti |
| Puntata  | Messa in onda  | Categorie                                                                | Telespettatori | Share   |
| -------- | -------------- | ------------------------------------------------------------------------ | -------------- | ------- |
| 1        | 15 marzo 2019  | Misti: Chic (Enzo Miccio) contro Shock (Lisa Fusco)                      | 4 150 000      | 22,40%  |
| 2        | 22 marzo 2019  | Misti: Family Day (Povia) contro Gay Pride (Vladimir Luxuria)            | 4 117 000      | 21,83%  |
| 3        | 29 marzo 2019  | Misti: Cime (Umberto Broccoli) contro Rape (Carmen Di Pietro)            | 4 072 000      | 22,80%  |
| 4        | 5 aprile 2019  | Donne: Giuliette (Giorgia Palmas) contro Messaline (Taylor Mega)         | 4 705 000      | 24,90%  |
| 5        | 12 aprile 2019 | Misti: Belli (Youma Diakite) contro Brutti (Enzo Salvi)                  | 4 624 000      | 24,00%  |
| 6        | 19 aprile 2019 | Misti: Davide (Fabio Basile) contro Golia (Luigi Mastrangelo)            | 4 289 000      | 25,10%  |
| 7        | 3 maggio 2019  | Misti: Finti giovani (Sossio Aruta) contro Nati vecchi (Raffaello Tonon) | 3 981 000      | 20,60%  |
| 8        | 10 maggio 2019 | Misti: Juve (Giampiero Mughini) contro Tutti (Raffaele Auriemma)         | 4 135 000      | 22,40%  |
| 9        | 17 maggio 2019 | Misti: Web (Il Pancio ed Enzuccio) contro TV (Paola Perego)              | 4 392 000      | 24,60%  |
| 10       | 24 maggio 2019 | Misti: Umani (Claudia Ruggeri) contro Mutanti (Rodrigo Alves)            | 4 073 000      | 23,27%  |
| Speciale | 31 maggio 2019 | Highlights + I Darwin di Donatello Speciale Rewind 2019                  | 2 756 000      | 16,40%  |

Gli Highlights erano stati accompagnati dal brano Don't Worry dei Madcon per le prime tre puntate, e dal brano Can't Stop the Feeling! di Justin Timberlake dalla quarta puntata in poi. La sigla di apertura della puntata dei Darwin di Donatello ha avuto come brano Euphoria di Loreen.

## Nona edizione:Ciao Darwin 9 - Giovanni 8,7(2023-2024)
La nona e ultima edizione è andata in onda dal 24 novembre 2023 al 23 febbraio 2024, per dieci puntate di venerdì col titolo di Ciao Darwin 9 - Giovanni 8,7. Questa edizione è stata divisa in due parti: la prima parte è andata in onda dal 24 novembre al 22 dicembre 2023, mentre la seconda è andata in onda dal 12 gennaio al 23 febbraio 2024. Essa prevedeva le seguenti sfide:
| Puntata | Messa in onda    | Categorie                                                                     | Ascolti        | Ascolti |
| Puntata | Messa in onda    | Categorie                                                                     | Telespettatori | Share   |
| ------- | ---------------- | ----------------------------------------------------------------------------- | -------------- | ------- |
| 1       | 24 novembre 2023 | Misti: Angeli (Elena Santarelli) contro Demoni (Malena)                       | 3 987 000      | 24,98%  |
| 2       | 1º dicembre 2023 | Misti: Melodici (Sal Da Vinci) contro Trapper (Grido)                         | 3 396 000      | 22,10%  |
| 3       | 8 dicembre 2023  | Misti: Lavoratori (Cristina Quaranta) contro Influencer (Soleil Sorge)        | 3 279 000      | 21,70%  |
| 4       | 15 dicembre 2023 | Misti: Scienza (Alessandro Cecchi Paone) contro Occulto (Giucas Casella)      | 2 754 000      | 20,05%  |
| 5       | 22 dicembre 2023 | Misti: Divano (Sergio Friscia) contro Sport (Andrea Maestrelli)               | 2 940 000      | 21,74%  |
| 6       | 12 gennaio 2024  | Donne: Milf (Elenoire Casalegno) contro Teen (Lavinia Abate)                  | 3 478 000      | 23,59%  |
| 7       | 26 gennaio 2024  | Misti: Trattorie (Claudio Amendola) contro Stellati (Andy Luotto)             | 3 466 000      | 23,81%  |
| 8       | 2 febbraio 2024  | Misti: Cornuti (Anna Pettinelli) contro Amanti (Alex Belli)                   | 3 278 000      | 22,74%  |
| 9       | 16 febbraio 2024 | Misti: Eleganti (Raffaello Tonon) contro Tamarri (Floriana Secondi)           | 2 891 000      | 19,73%  |
| 10      | 23 febbraio 2024 | Misti: Darwin Giovanni 8,7 (Alex Belli) contro Darwin Story (Daniela Martani) | 2 908 000      | 20,00%  |
| Rewind  | 27 febbraio 2024 | –                                                                             | 2 166 000      | 12,58%  |

Gli Highlights di ogni puntata erano stati accompagnati dal brano Baby Don't Hurt Me di David Guetta, Anne-Marie e Coi Leray. In occasione per l'ultima puntata è stato accompagnato da un mash-up di Dua Lipa.  